# Diecéze ariassuská
Diecéze Ariassus je titulární diecéze římskokatolické církve.

## Historie
Ariassus je identifikovatelný s ruinami Bademagaci v dnešním Turecku. Bylo to starobylé biskupské sídlo nacházející se v římské provincii Pamfýlie II.. Diecéze byla součástí Konstantinopolského patriarchátu a sufragánnou arcidiecéze Perge.
Dnes je využívána jako titulární biskupské sídlo; v současné době je bez titulárního biskupa.

## Seznam biskupů
- Pammenius (zmíněn roku 381)
- Theophilus (zmíněn roku 451)
- Ioannes (zmíněn roku 458)

## Seznam titulárních biskupů
- 1911 – 1935 Jules-Joseph Moury, S.M.A.
- 1935 – 1957 Leoncio Fernández Galilea, C.M.F.
- 1957 – 1959 Jean Fryns, C.S.Sp.
- 1959 – 1963 Cesare Gerardo Maria Vielmo Guerra, O.S.M.
- 1963 – 1968 Ignacio María de Orbegozo y Goicoechea